# Les Romans vécus
Les Romans vécus  est une collection créée par les Éditions Rouff en 1931.

## Liste des titres
- 4 Les Yeux noirs par Ch. Vayre, 1930
- 14 Rivalité par Léon Groc, 1931
- 16 Deux amours par Marcel Bréa, 1931
- 22 Par amour par Roland de Novesne
- 23 L'Orgueilleuse par René Delaguerche
- 30 Gardienne d'amour par René le Moine
- 32 Le Roman d'une pauvre fille par Paule Bruys, 1931
- 33 Pour la gosse par Roland de Novesne
- 36 Renouveau d'amour par Claude Veyrin
- 37 Roger et Jacqueline par François Oswald
- 38 Amante ou sœur ? par P. Saint-Elme
- 39 La Douleur est un maître par Pierre Bocage
- 40 Pénible Aveu par J.-B. de Sainte-Claire
- 41 Amour sans fortune par H. Mansvic
- 42 Pour la sauver par André Merlin
- 43 Après la faute par Georges Vilennes
- 44 Fidèle et soupçonnée par Jean Petithuguenin
- 45 Pour l'aimée par Henriette Langlade
- 46 Aimer... Souffrir par Jacques Fauré
- 47 Un P'tit brin de femme par Maurice Landais
- 48 Jasmine, fleur de neige par Dary-Chavrimont
- 49 L'Erreur d'un soir par Claude Veyrins
- 50 La Divine Étincelle par Michel Mour
- 51 La Revanche du bonheur par Georges Spitzmuller
- 52 Petite Amie par Paul Darcy
- 53 La Fille du condamné par Jean Petithuguenin
- 54 La Faute d'Hélène par J.-B. de Sainte-Claire
- 55 la Petite Bouquetière de Montmartre par R. Praxy et Th. Casevitz
- 56 les Fleurs d'amour par Georges Masson
- 57 Au bord de l'abîme par Jan Roger
- 58 Douloureux Passé par René Delaguerche
- 59 l'Engrenage par Georges Vilennes
- 60 l'Orgueil vaincu par Henriette Langlade
- 61 Cruel baiser par Marcel Bréa
- 62 Quand l'amour semble mort par Roland de Novesne
- 63 l'Oiseau fatal par Jacques Fauré
- 64 le Secret de famille par Fernand Peyre
- 65 le Crime d'un jaloux par Jean Bouvier
- 66 la Victoire de l'amour par Jean Floréal
- 67 le Roman de la vie par Michel Nour
- 68 le Mariage de Germaine par Marcel Idiers
- 69 Énergie d'amante par Claude Veyrins
- 70 Substituée par David Cigalier
- 71 le Mauvais Amour par Paul Darcy
- 72 Avant le bonheur par Guy de Bargis
- 73 Malgré la haine par Georges Vilennes
- 74 le Sacrifice par René Le Moine
- 75 le Cœur oublié par Henriette Langlade
- 76 Entre l'amour et le devoir par Georges Spitzmuller
- 77 Son plus beau rôle par Jacques Fauré
- 78 Poupée coquette par Paule Bruys
- 79 L'Ange gardien par Claude Veyrins
- 80 Mère et Fille par Paul Darcy
- 81 Madeleine par Jean Bourdeaux
- 82 la Petite Mado par Jacques May
- 83 Cœur fidèle par R. Prazy et Th. Casevitz
- 84 Une vieille maîtresse par Michel Nour
- 85 Vœu de silence par Georges Vilennes
- 86 Trop aimé par Jan Roger
- 87 le Rêve impossible par J.-B. de Sainte-Claire
- 88 Quand l'amour s'en mêle par Delphi Fabrice
- 89 la Fiancée du Loup-Garou par Jean Bouvier
- 90 Séductrice par Alain de Saint-Astier
- 91 Faute de s'entendre par Rodolphe Bringer
- 92 l'Abandonné !... par Jacques Fauré
- 93 Sur le pavé par Michel Idiers
- 94 Tragique amour par David Cigalier
- 95 les Embuches du destin par Claude Veyrins
- 96 Fiançailles rompues par René Lemoine
- 97 Âme captive par Paul Darcy
- 98 la Maison dans la forêt par Georges Desroches
- 99 la Jolie Midinette par Pierre de La Miotte
- 100 la Rançon de l'amour par Marie de Wailly
- 101 le Calvaire de Solange par Jacques Fauré
- 102 l'Inviolable Serment par Georges Vilennes
- 103 la Chanson des cloches par Félix Léonnec
- 104 Seule au monde par Claude Fernet
- 105 Séduite par Paul Darcy
- 106 Le Rendez-vous par P. Godefroy
- 107 La Fauvette de Montmartre par Saint-Valbon
- 108 Le Crime d'une mère par Claude Veyrins
- 109 Étoile de cinéma par Georges d'Isly, 1932
- 110 La Demoiselle de compagnie par Henry Marchal
- 111 L'Affolante Aventure par E. Fournier
- 112 Péché de jeunesse par Léonce Prache
- 113 la Fiancée rouge par Jan Roger
- 114 les Orages de la vie par René Le Moine
- 115 l'Inutile Infamie par Georges Vilennes
- 116 la Femme et son cœur par Delphi Fabrice
- 117 un Grand Amour par F. Langlade
- 118 la Fille du clown par Michel Nour
- 119 le Bonheur quand même par Fernand Peyre
- 120 la Nouvelle Servante par Jean Bouvier